# Publisexisme

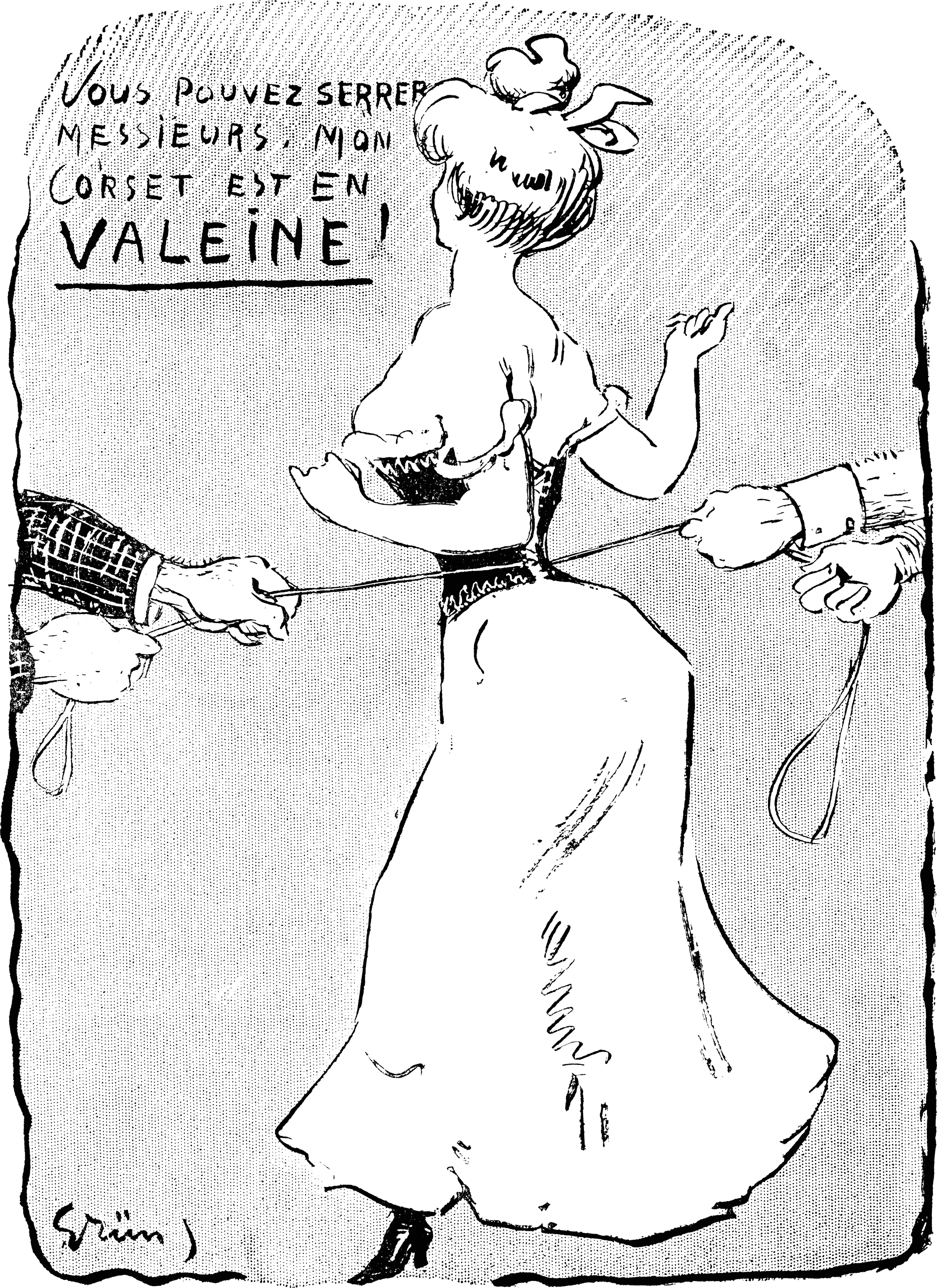
« Vous pouvez serrer messieurs, mon corset est en Valeine. » Les Dessous Élégants, 1915.

Le publisexisme est l'utilisation de représentations et de messages sexistes dans une publicité.
Le terme est un mot-valise formé à partir des deux mots « publicité » et « sexisme ».

## Analyse féministe
Dans une perspective féministe, la publicité participe aux hiérarchies de genre en utilisant des constructions culturelles du féminin et du masculin préexistantes qu'elle reconduit dans un but commercial. Les messages publicitaires (textes, images, voix, etc.) contribuent ainsi à fixer des rôles stéréotypés de femmes et d'hommes.
Certaines publicités présentent des corps féminins comme objets de jouissance et de consommation, ou mettent en scène des femmes dont la seule préoccupation semble être de séduire et de susciter le désir sexuel (présenté comme essentiellement hétérosexuel) par leur apparence physique ou leur posture. Cela est particulièrement fréquent dans les publicités pour les produits de beauté, les parfums et les vêtements féminins, mais c'est aussi le cas pour des produits sans proximité immédiate avec le corps ou ne s'adressant pas spécifiquement aux femmes, tels que des voitures, des équipements domestiques, des produits alimentaires, des produits destinés aux hommes, ou encore des services.
L’analyse iconographique et sémantique des publicités fait ressortir un certain nombre de signes visuels véhiculant le sexisme :
- la fragmentation d'un corps de femme, les effets de gros plan ou de focalisation (notamment sur des éléments réputés « sexualisés » tels que seins, fesses, bouche, chevelure, peau, etc.), ou encore l’absence de visage peuvent être interprétés comme une déshumanisation du sujet.
- la représentation d’une femme touchée par des mains sous-tend l'idée de consentement tacite à la disponibilité de son corps pour autrui.
- la figuration d’une femme dans une posture de soumission physique ou une mise en scène esthétisée de violences tend à assujettir les femmes aux positions de subordination ou de victime, et à banaliser les violences faites aux femmes.
- la mise en situation d’une femme par rapport au produit vendu, par exemple en arrière-plan, ou dans une posture figée de support, ou au contraire dans une attitude d’ostentation manifeste, peut signifier son assignation au seul rôle de faire-valoir.
- la présence de femmes dans la présentation de produits ménagers, d’équipements domestiques, de produits alimentaires et de santé amalgame celles-ci aux fonctions ménagères, nourricières et soignantes (stéréotype de la « fée du logis »).
- la mise en scène d'une femme en couple avec un homme ou d'une femme avec des enfants tend à prescrire le couple hétérosexuel, la famille nucléaire, la maternité.

Le procédé d'inversion systématique du genre des personnages mis en scène dans les publicités, c’est-à-dire le pastiche de visuels existants dans lesquels les femmes sont remplacées par des hommes et les hommes par des femmes, est un des moyens qui permet de mettre en évidence l’inégalité des représentations et des significations induites, et de prendre conscience des stéréotypes sexistes,,,.

## Approche sociologique
Le sociologue Erving Goffman a étudié l'utilisation de clichés sexistes dans la publicité dans son ouvrage Gender Advertisement (1979).

## Approche marketing
Certains publicitaires n'hésitent pas à concevoir et à utiliser des images ou des slogans sexistes, affirmant que ces derniers sont susceptibles de trouver un certain écho auprès du consommateur, de marquer les esprits, de contribuer à l'attractivité du produit et de la marque, et d'entraîner l'acte d'achat.
Selon eux, on ne verra pas disparaître les corps féminins nus dans les publicités mais on observe plutôt l'arrivée de leurs équivalents masculins.[réf. souhaitée]

## Régulation et approche juridique
Des campagnes publicitaires sexistes ont entraîné des débats juridiques qui se sont conclus par des sanctions, par exemple en Italie, deux campagnes de Dolce & Gabbana de 1990 et 2007 ainsi qu'une campagne de 2009 de la marque de mode féminine Relish. L’argument consistant à assimiler la publicité à une œuvre d’art, pour en justifier la liberté d’expression, ne peut en effet être retenu du fait que l’œuvre créée par la publicité n’a pas pour but l'art.
Après l'interdiction en 2015 d'un visuel par l'autorité de régulation de la publicité au Royaume-Uni — Advertising Standards Authority (ASA) —, la marque Yves Saint Laurent a de nouveau été contrainte au retrait de deux visuels après avis de l’Autorité de régulation professionnelle de la publicité (ARPP) française en 2017,.
Plusieurs grandes villes ont depuis mis en place des dispositifs de contrôle pour empêcher la diffusion de publicités discriminatoires et sexistes, notamment Paris après Londres et Genève.
En juillet 2017, l'Advertising Standards Authority a annoncé un renforcement de la réglementation afin de lutter contre les messages sexistes au Royaume-Uni,,,.

## Exemples de messages publicitaires sexistes
- « Je la lie, je la fouette, et parfois elle passe à la casserole » a été le slogan publicitaire qu'une marque de produits laitiers a utilisé pour la crème fraîche Babette.
- « Si vous avez la voiture, vous aurez la femme » vantant les mérites d'une berline de la marque de voitures Audi.